# 유승건설
유승건설(有承建設)은 대한민국의 건설 회사이다. 1985년 삼우건설으로 설립하였다.
본사는 인천광역시 남동구 논현동에 있고, 아파트 브랜드인 한내들을 사용하고 있다.

## 연혁
- 1985년 : 2월 28일, 삼우건설 법인 설립
- 1992년 : 12월 4일, 건설업 면허 취득 제389호
- 1994년 : 12월 22일, 건설업 토건 면허 취득 제1727호
- 1995년 : 10월 26일, 상호를 유승종합건설로 변경
- 1997년 : 12월 26일, ISO 9002 인증 획득
- 2002년 : 한내들 아파트 브랜드 론칭, 유승건설 설립, 본사 이전 (계양구 계산 3동)

## 주요 사업
- 주택사업
- 토목사업
- 건축사업
- 조경사업
- 해외사업